# Drosay
Drosay – miejscowość i gmina we Francji, w regionie Normandia, w departamencie Sekwana Nadmorska.
Według danych na rok 1990 gminę zamieszkiwały 174 osoby, a gęstość zaludnienia wynosiła 27 osób/km² (wśród 1421 gmin Górnej Normandii Drosay plasuje się na 727. miejscu pod względem liczby ludności, natomiast pod względem powierzchni na miejscu 575.).